# Asch (Pays-Bas)
Pour les articles homonymes, voir Asch.
Asch est un village appartenant à la commune néerlandaise de Buren. Le village compte environ 200 habitants.